# Дружка

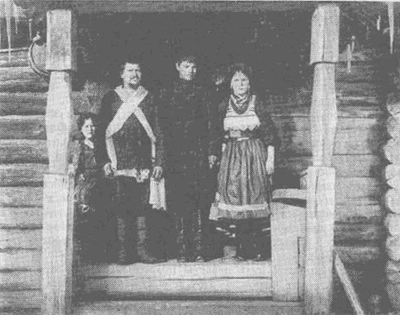
Дружка с женихом и невестой на свадьбе сибирских старожилов

Дру́жка (дру́жко, дружба, марша́лок, старший сват, старший боярин, распорядитель) — у славянских народов представитель жениха, главный распорядитель на свадьбе, который следил за тем, чтобы обычай соблюдался так, как его понимала община, сельская и городская.
В обязанности дружки входило оградить от порчи жениха и невесту (оберег), их родственников и гостей. Он должен был уметь балагурить и веселить участников свадьбы. Термин дружка характерен для восточнославянской, западнославянской и словенской традиций. У восточных, южных славян и лужичан часто используются названия типа брат почестный, братка, побратим. У южных славян для дружки характерен термин, связанный с названием брата жениха — девер. На западе Руси (России) также назывался марша́лок, старший сват, старший боярин, распорядитель (дружко, дружба).

## Образ дружки
Обычно дружка — родственник жениха (брат) или близкий друг. Его атрибут — вышитое полотенце (или два полотенца), повязанное через плечо. В помощь дружке избирали подружье. Иногда дружка на свадьбе исполняет свои функции вместе с участницей обряда со стороны невесты или жениха, составляющей ему пару.
В северно-русской традиции, где у дружки доминируют функции оберега и в его роли может выступать профессиональный колдун, дружка приобретает сакральные черты. В ряде районов Русского Севера отдельные функции дружки даже передавались священнику. Участию дружки в обряде придавалось особое значение: считалось, что без него на свадьбе молодые будут плохо жить между собой (вологод.). По поверью, дружка в поезде должен ехать к венчанию один, так как его, как и колдуна, тяжело везти коням (вологод.). Образ дружки находит отражение во внеобрядовых фольклорных текстах, в частности в восточно-славянских былинках о состязании дружек в колдовстве, в польской быличке о чёрте, ведущем с собой двух дружек.
Часто дружку ритуально хулят и ругают, и он должен уметь достойно ответить на подобные шутки в свой адрес. Жених же — почти пассивная фигура, он не говорит обрядовых слов в свадебный день.

## Функции
Как представитель жениха дружка блюдёт интересы жениха и его семьи, начиная с предсвадебного сговора сторон, и выступает активным посредником между родом жениха и родом невесты: сватает невесту (иногда уже на сватовстве называется и сватом, и дружкой), совершает договор о приданом и свадебных расходах со стороной невесты, кладёт начало рукобитью и выпивке по случаю заключения брачного сговора, участвует в смотринах невесты, посылается к невесте для встречи и приёма свадебного поезда жениха, дарит невесте подарки жениха, привозит от жениха венок невесте, от невесты венок жениху, платит за вход жениха в дом невесты, сидит за столом рядом с женихом в качестве шафера, во время венчания держит венец над головой жениха.